# Euselasia hypophaea
Euselasia hypophaea är en fjärilsart som beskrevs av Frederick DuCane Godman och Osbert Salvin 1878. Euselasia hypophaea ingår i släktet Euselasia och familjen Riodinidae. Inga underarter finns listade i Catalogue of Life.